# マルヤッタ・カヨスマ
マルヤッタ・カヨスマ（Ritva Marjatta Kajosmaa、1938年2月3日 - ）は、フィンランド、キュメンラークソ県Vehkalahti（現在のハミナの一部）出身の元クロスカントリースキー選手。1960年代から1970年代にかけて国際大会で活躍した。

## プロフィール
カヨスマは1968年グルノーブルオリンピックに初出場、5 km、10kmとも5位入賞、リレーでは4位となった。1969年のホルメンコーレンスキー大会で5km、10kmの2冠、1970年ノルディックスキー世界選手権では5km4位、10km銀メダル、リレーで銅メダルを獲得。
1971年のホルメンコーレンスキー大会10kmで2度目の優勝、同年のホルメンコーレン・メダルを受章した。
1972年札幌オリンピックでは5kmとリレーで銀メダル、10kmで銅メダルを獲得、ホルメンコーレンスキー大会では5kmと10kmで2度目の2冠となった。更に翌年も同大会で2年連続の2冠を達成した。
38歳で迎えた1976年インスブルックオリンピックではリレーで銀メダルを獲得した。
1969年から1973年まで4年連続してフィンランド最優秀女性スポーツ選手賞を受賞した。